# آکواپلاس
آکواپلاس (انگلیسی: Aquaplus) شرکت بازی ویدئویی ژاپنی است، که در سال ۱۹۹۴ میلادی تأسیس شد.
این شرکت ژاپنی عمدتاً در انتشار و توزیع رمان‌های تصویری، از جمله بازی‌های بزرگسالان با نام تجاری Leaf و بازی‌هایی برای تمام سنین با نام تجاری خود Aquaplus، تخصص دارد. همچنین این شرکت در زمینه موسیقی، رستوران‌های دارای حق امتیاز و اتوموبیل نیز فعالیت داشته‌است.

## تاریخچه
آکواپلاس در اکتبر ۱۹۹۴ در ایتامی، هیوگو، ژاپن به عنوان یک شرکت انتشارات رمان بصری و موسیقی در آن زمان با نام U-Office, ltd تأسیس شد. نام تجاری بازی‌های بزرگسالان آنها Leaf نیز در همان زمان تأسیس شد. در فوریه ۱۹۹۵، Leaf اولین بازی خود را تولید کرد و در اواخر همان سال در نوامبر، U-Office شروع به انتشار بازی‌های تمام سنین برای رایانه شخصی کرد.
در می ۱۹۹۶ این شرکت نام خود را به آکوا (アクア, Akua) تغییر داد و به یک شرکت سهامی تبدیل شد. در سال ۱۹۹۷، آکوا فروشگاه تخصصی اتوموبیل خود را در آکوا در یاچیو، هیوگو، ژاپن افتتاح کرد و یک سال بعد در ۱۹۹۸ شرکت نام خود را به آکواپلاس فعلی تغییر داد. در اکتبر همان سال، آکواپلاس یک دفتر توسعه در توشیما، توکیو افتتاح کرد. در مارس ۱۹۹۹ آکواپلاس اولین رمان بصری خود را بر روی کنسول خانگی به نام To Heart برای پلی‌استیشن منتشر کرد. دو ماه بعد، در ماه مه، فیکس رکوردز (Fix Records) به عنوان لیبل ضبط آلبومهای منتشر شده از طریق و مرتبط با آکواپلاس تأسیس شد.